# La chiesa di Auvers
La chiesa di Auvers è un dipinto del pittore olandese Vincent van Gogh, realizzato nel 1890, un mese prima del suo suicidio, e conservato al Museo d'Orsay di Parigi.

## Storia
Quando nel maggio 1890 Van Gogh lasciò l'ospedale di Saint-Rémy-de-Provence egli decise di abbandonare definitivamente il Meridione francese e di fare visita al fratello Théo van Gogh a Parigi, per poi recarsi ad Auvers-sur-Oise, su consiglio dell'amico Camille Pissarro, in modo tale da essere sottoposto alle cure del dottor Paul Gachet. Qui van Gogh trascorse le ultime dieci settimane della sua vita e in questo breve lasso di tempo dipinse oltre cento quadri, compreso La chiesa di Auvers.
Van Gogh si era cimentato nella raffigurazione di luoghi di culto già nel giugno 1885, quando eseguì la Chiesa di Nuenen con i fedeli: il soggetto di tale opera era il servizio liturgico domenicale alla chiesa di Nuenen, con i vari fedeli accalcati intorno all'edificio sacro, ripreso dal lato absidale. La chiesa di Auvers, realizzata un mese prima del suicidio dell'artista, «sembra quasi colloquiare con la vecchia opera, riprendendola e trasformandola, gettando un arco ideale tra l'esordio e la conclusione della fulminante evoluzione artistica di van Gogh» (Armiraglio). Oggi l'opera è custodita presso il museo d'Orsay, sotto il numero d'inventario RF 1951 42.

## Descrizione

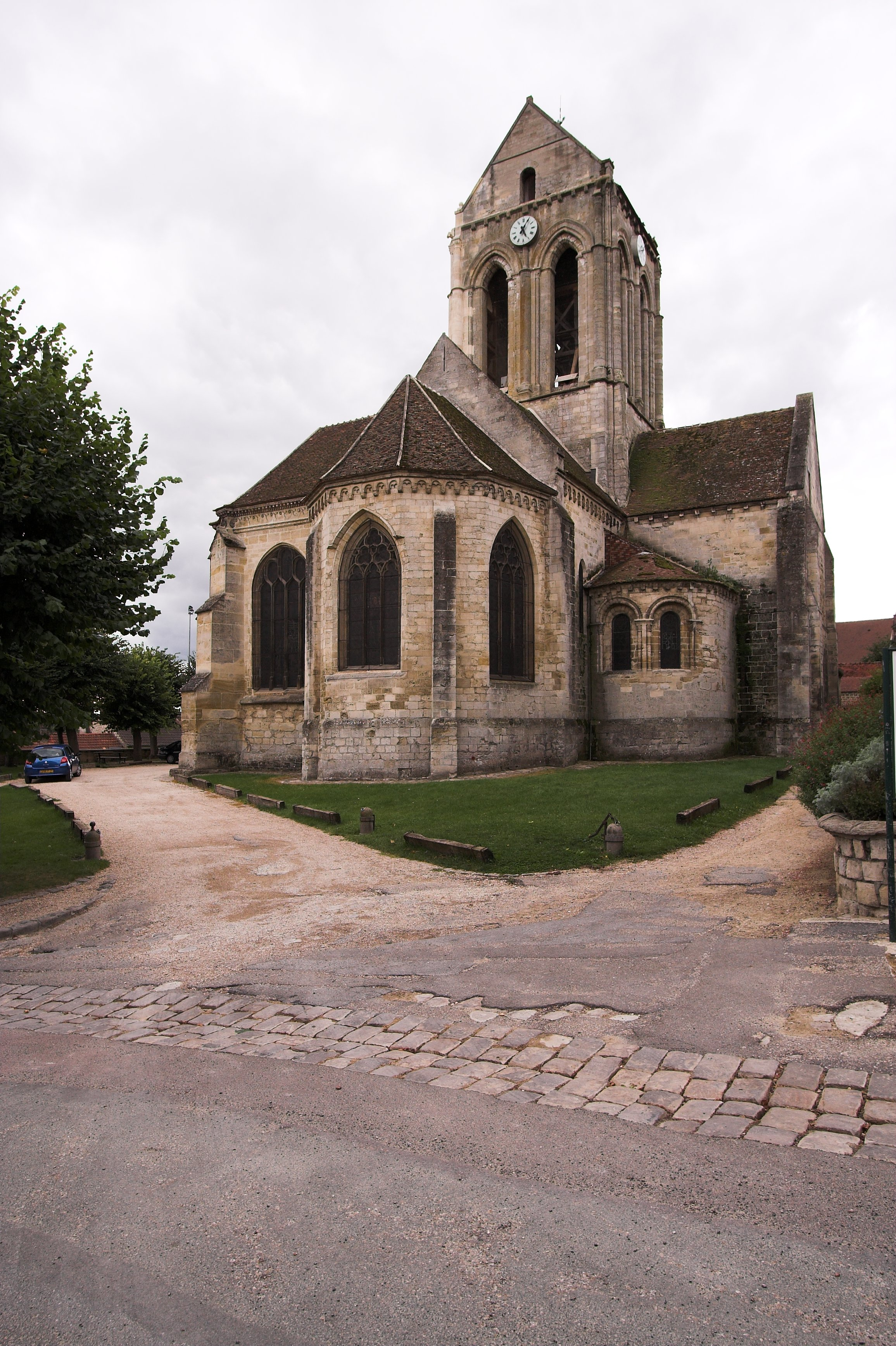
Questo scatto fotografico, realizzato dallo stesso punto prescelto da van Gogh per realizzare La chiesa di Auvers, consente di comprendere agilmente la trasfigurazione cromatica e compositiva operata dal pittore

Di seguito si riporta la descrizione che van Gogh fornì dell'opera, parlandone in una lettera indirizzata alla sorella Wilhelmina:
(Vincent van Gogh)
In maniera ancora più gridata rispetto al passato qui van Gogh rinuncia ad una riproduzione fotograficamente esatta della «realtà stereoscopica» e proietta nell'architettura di Auvers i suoi tormenti interiori, manipolando forme e colori in modo libero e soggettivo, con un'esplicita presa di distanze dal naturalismo impressionista e neoimpressionista (si confronti, a titolo esemplificativo, il presente dipinto con le Cattedrali di Rouen di Monet). È in questo modo che l'abside della chiesetta del XIII secolo, lontana dalle rigide norme fisiche che caratterizzano l'ars costruendi, non si erge con precisione, bensì barcolla convulsamente, come se fosse sul punto di collassare. La mole bassa e compatta della chiesa è infatti individuata da linee morbide e tortuose, impiegate dal pittore per generare un dinamismo che viene amplificato dalle due stradine che, biforcandosi, stringono l'edificio da una parte e dall'altra, senza darvi accesso. Sul sentiero di sinistra, poi, si avventura una contadina che, tuttavia, rivolge il tergo allo spettatore, isolandolo in un senso di angosciosa solitudine.
Il dato visibile, si è detto, viene reinterpretato in questo dipinto con molta libertà espressiva. Ciò vale anche per i colori che, sovraccaricati, sembrano quasi palpitare, diffondendo il disperato pathos di van Gogh. Tutte le tonalità del dipinto, stese sulla tela per mezzo di pennellate avvitate su sé stesse, sono infatti gravide di significati: è il caso del verde-giallo dei prati, del rosso delle tegole, ma soprattutto del blu cobalto che inquina il cielo, rendendolo foriero di vorticose burrasche, quasi come se fosse notte (anche se è evidentemente giorno, come dimostra l'ombra proiettata dalla chiesa sul triangolo erboso che ha innanzi). Quest'arbitrarietà del colore e delle forme non solo orchestra magistralmente l'«atmosfera psicologica» dell'opera, che in termini speculari con il sentire dell'artista appare oppressa da un greve silenzio carico di presagi, ma riassume in nuce anche tutti gli indirizzi stilistici che saranno poi distintivi dell'arte espressionista. «Van Gogh aveva ormai perso ogni accesso al divino» osserva la critica d'arte Federica Armiraglio «e anche la fede nella pittura, che aveva sostituito quella religiosa, era in procinto di spegnersi». Attraverso i colori irreali e l’assenza di prospettiva, l’immagine reale della chiesa è come trasfigurata, filtrata dal mondo interiore dell’artista. La linea, i colori divengono per Van Gogh i mezzi espressivi con i quali egli comunica la bellezza e il dramma dell’esistenza.